# ドイツ式赤道儀

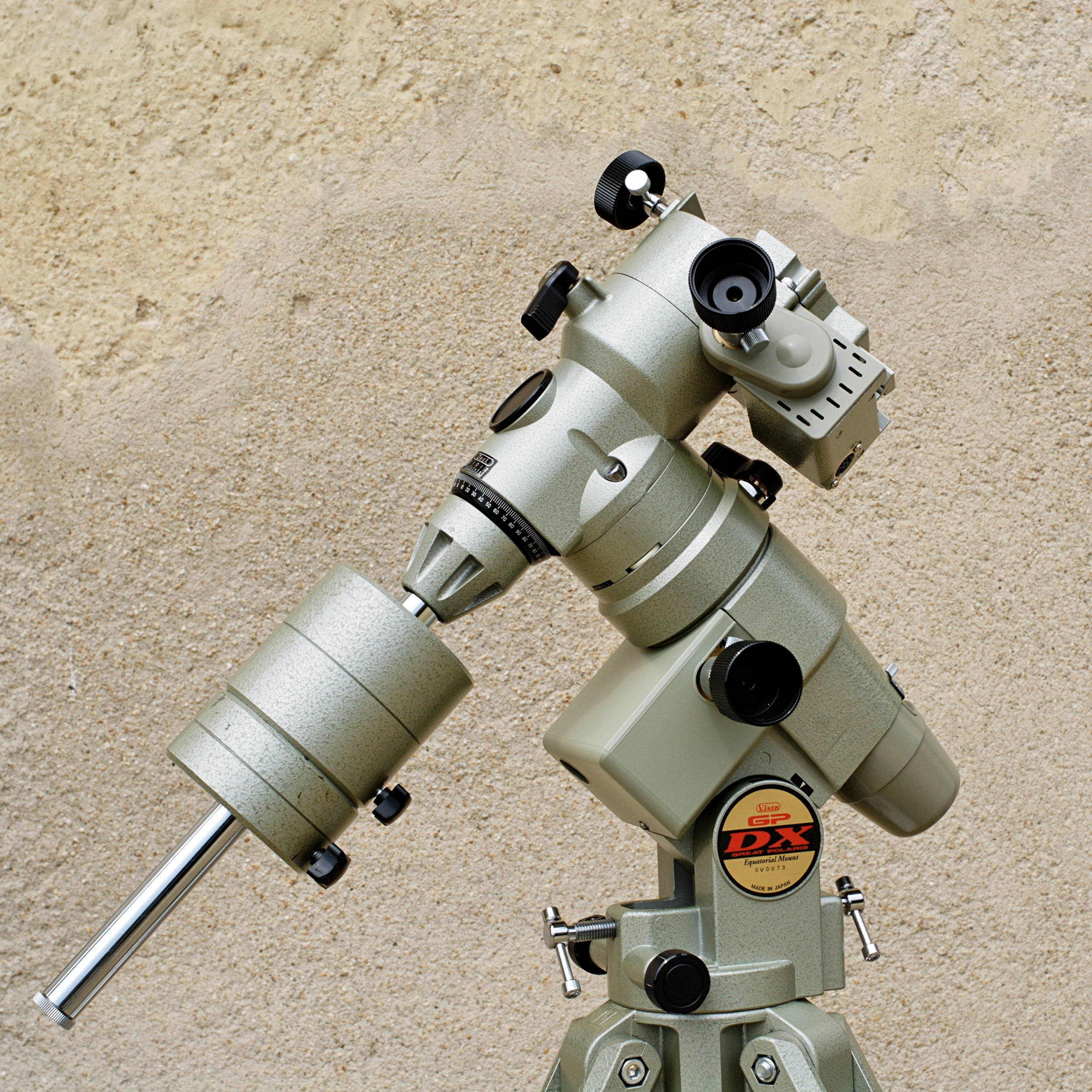
ドイツ式赤道儀

ドイツ式赤道儀（ドイツしきせきどうぎ）は、赤道儀式架台の一種である。
死角がなく、ケプラー式望遠鏡やニュートン式望遠鏡など鏡筒が長い形式の望遠鏡に向いている。メーカーからアマチュア向けに販売されているのはドイツ式とフォーク式であり、日本製赤道儀の大部分はドイツ式である。搭載した鏡筒との重量平衡を取るためにバランスウェイトが必要になる。子午線を挟んでの観測では鏡筒の後端が脚部と接触しやすくなる。個人用から天文台用まで様々な大きさのものがあるが、構造はほとんど変わらない。